# 山手線
山手線（日语：／ Yamanote sen */?）是位於日本東京都的鐵路線，由東日本旅客鐵道（JR東日本）營運。其主要有下列4種定義，但主要是指定義2，包括JR東日本的旅客資訊以及運行管理：
1. 作為路線名稱（土建路線）的「山手線」：以東京都港區品川站為起點，途經澀谷站、新宿站、池袋站，以北區田端站結束，全長20.6公里的鐵路線（幹線）的名稱[3]。是東海道本線的支線，也是《鐵道要覽（日语：鉄道要覧）》記載的山手線路段。全線為雙複線，此內的埼京線列車、湘南新宿線列車與特急列車、貨物列車行走的軌道通稱為「山手貨物線」[4]。
2. 作為運行系統的「山手線」：上述第一部分與東海道本線的一部分、東北本線的一部分路段結合，在東京都區部內環狀運行的近距離列車運行系統。實際此運行系統有專用的軌道，通常稱為「山手線」[5]。
3. MARS（日语：マルス (システム)）系統上顯示經路的「山手線」：上述第一項起除代代木站－新宿站之間外，包括田端站－日暮里站之間（代代木站－新宿站之間以「中央東線」顯示）。
4. 車費計算上的「東京山手線內」：東京站起計營業距離100公里以上200公里以下的範圍所在的車站到發的乘車券（或是1公里以上200公里以下的範圍所在的車站到發的一部分特別企劃乘車券（日语：特別企画乗車券））顯示的車費計算上的名稱。上述第二項的路段另加環狀線內側，中央本線神田站－代代木站之間以及總武本線秋葉原站－御茶之水站之間。另外，此路段內互相乘搭的近距離車費被設定為比路段外低[6]。

自1885年3月1日開業以來，山手線已發展為東京都心首要的公眾運輸動脈，現與都營大江戶線並列為東京兩大環城鐵路。車站編號使用的路線記號為JY。在路線圖的代表顏色及列車塗裝顏色為鶯色（■，國鐵黃綠6號）。

## 簡介
山手線是東京都心最大的交通動脈，也是東京首都圈鐵路路網的骨幹之一，環狀的運行路線連結都心部眾多主要地區。其與大阪的JR大阪環狀線同為日本都市通勤鐵路的代表。在都市發展上，山手線則已大致成為東京都市中心區域與市郊地帶的分界、以及鐵道交通的轉接點。目前全線均採用JR東日本開發的E235系電車運行。
山手線的名稱，來自於古時江戶城西側的「山之手」地區，該線最初興築時行經該區域，因而得名。
由於東京的地鐵路線大多於山手線環狀區間內側交錯佈設，各大私鐵路線也大多自環狀區間外側，向市郊呈放射狀分布，因此山手線的30個車站當中，有27個是與其他鐵路業者的轉乘站。除了得以轉乘新幹線的傳統轉乘大站——東京站與上野站、以及同樣可轉乘新幹線的品川站之外，西半邊的營運區間亦有池袋站、新宿站、澀谷站等多條私鐵與地鐵路線共同匯集的大型轉乘站，並以這些大型轉乘站為中心發展成數個東京的副都心。儘管現在已有多條地下鐵路線與私鐵路線相互直通運行，但是山手線的地位沒有受到影響。
山手線以載客擁擠而聞名，其中又以上野站至御徒町站區間最為擁擠，不過近年隨著車廂數的增加和更多新路線的出現，其擁擠狀況已有緩解。

## 路線資料
路線名稱的山手線
- 管轄（事業類別）：東日本旅客鐵道（第一種鐵道事業者）、日本貨物鐵道（第二種鐵道事業者）
- 路段（營業距離）：品川－新宿－田端 20.6公里
- 站數：17個（包括起終點站）
  - 若只限屬於山手線的車站，排除屬於東海道本線的品川站、屬於中央本線的代代木站、屬於東北本線的田端站則為14個。

- 四線路段：全線（然而，駒込－田端段的電車線與貨物線途經路線不同）

環狀路線的山手線
- 路線距離：34.5公里
  - 東海道本線電車線（東京－品川）：6.8公里
  - 山手線電車線（品川－新宿－田端）：20.6公里
  - 東北本線電車線（田端－東京）：7.1公里

- 站數：30
- 軌距：1067毫米
- 複線路段：全線
- 電氣化路段：全線（直流1500V）
- 運行方式：ATC方式
- 保安裝置：D-ATC
- 最高速度：90公里/小時
- 運轉指令所：東京綜合指令室
- 列車運行管理系統：東京圈輸送管理系統（ATOS）

山手貨物線
- 路段（營業距離）：品川－新宿－田端（田端信號場） 20.6公里
- 軌距：1067毫米
- 複線路段：全線
- 電氣化路段：全線（直流1500V）
- 運行方式：自動閉塞式
- 運轉指令所：東京綜合指令室（ATOS）
- 保安裝置：ATS-P
- 最高速度：95公里/小時

全線由JR東日本東京支社管轄。前身日本國有鐵道（國鐵）時代，五反田－目白段為東京西鐵道管理局管轄，池袋－秋葉原段為東京北鐵道管理局管轄，神田－大崎段為東京南鐵道管理局管轄。
另外，根據旅客營業規則的規定，山手線全線都屬於大都市近郊區間的「東京近郊區間」，東京地區的電車特定區間（E電），特定都區市內制度下的「東京都區內」以及IC乘車卡「Suica」的首都圈地域。另外，山手線在車費計算上也是一條特殊的路線，作爲「東京山手線內」的一部分，在山手線內的車站上下車的乘客，會在車費計算上施行特例。

### 運行方式與特色

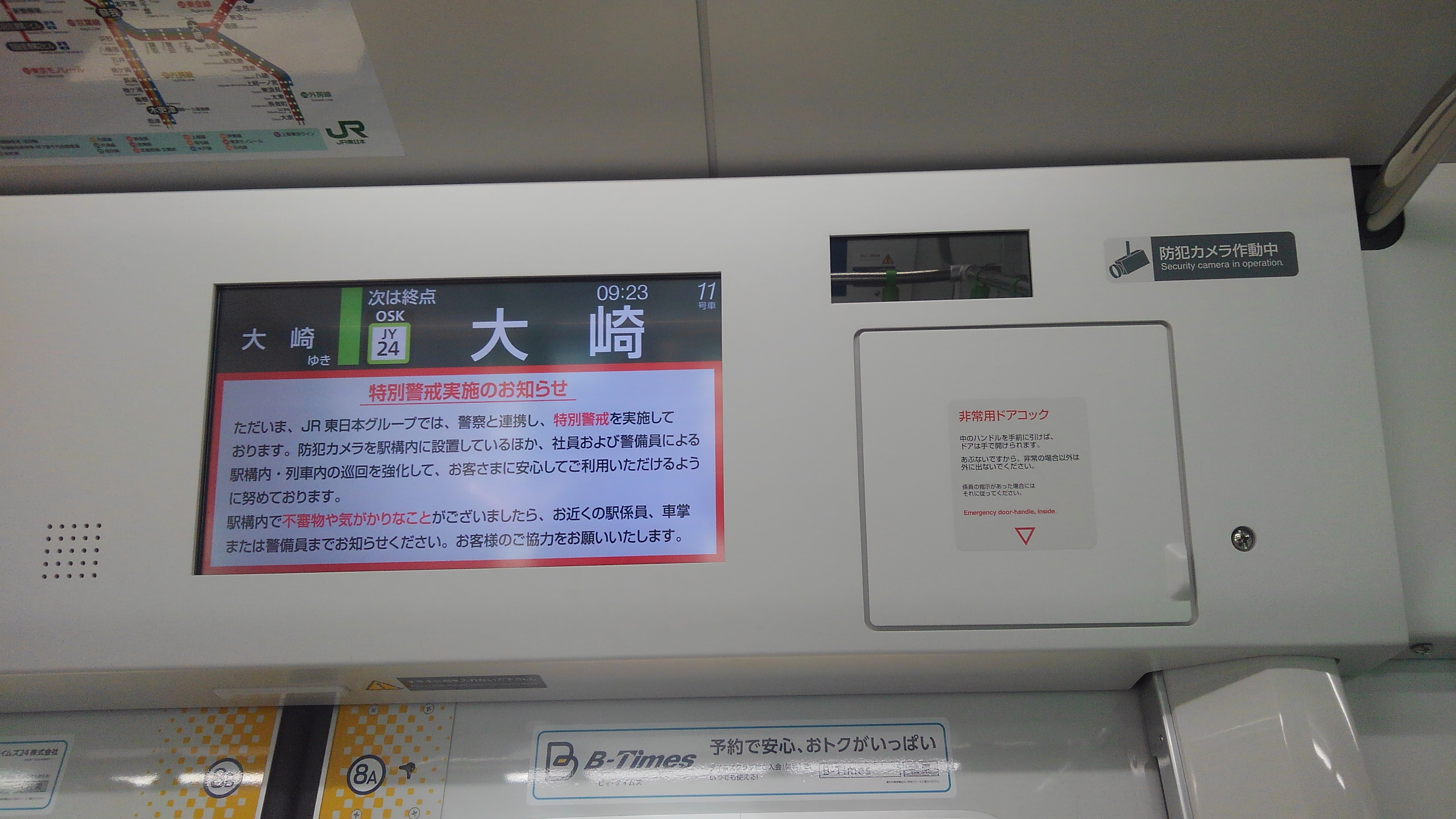
E235系電動列車上的電動列車運行資訊顯示螢幕

山手線電車在環狀的運行路線上，都是循固定方向往復行進。電車運行模式分為「外環」（外回り，順時針方向）與「內環」（内回り，逆時針方向）：
- 外環：大崎站→澀谷站→新宿站→池袋站→上野站→東京站→品川站→大崎站
- 內環：大崎站→品川站→東京站→上野站→池袋站→新宿站→澀谷站→大崎站

（時刻表上以大崎站作為電車每一次環狀運行間的分隔站。）
山手線的營運區間與許多其他JR路線的部份營運區間構成平行關係，例如東半邊營運區間與JR東海道新幹線、東北新幹線、東海道線、東北線、京濱東北線、橫須賀線、總武線（快速）、中央線（快速／本線各站停車／中央、總武線各站停車）、常磐線（快速／普通快速）各線平行；西半邊營運區間與JR埼京線、湘南新宿線等平行。由於山手線電車每站皆停，因此具有與其他路線快速列車間相互接駁的功能。而且山手線營運區間的車站間距也比一般鐵路來得短，接近都市軌道運輸系統的平均站距。山手線的平均車站間距離是JR東日本管內路線中最短的，在所有JR集團中也僅次於大阪環状線（JR西日本）。
此外，在山手線的品川車站 - 田端車站（經由新宿車站）區間，還有一段鐵道路線與山手線並行，被稱作山手貨物線。目前在這條線路上主要行駛的是埼京線、湘南新宿線及特急列車。

## 歷史
山手線最早的原型為1885年3月1日通車的日本鐵道品川線（私營鐵道；赤羽站～品川站），是當時東京市區第一條南北向縱貫的鐵路線，並與官設鐵道的東海道本線交會。品川线原本是日本铁道为了连接作为港口的品川、横滨和东京北部的日本铁道第一区线计划的一部分。但是如果在地形起伏较大的山之手地区建设铁路，技术上和资金上都存在困难，因此在1883年7月28日，日本铁道第一区线以上野站为起点先行开通。直到2年后的1885年3月1日，当时计划的路线（品川站～赤羽站）才开通。当时日本铁道的最南端为上野站，官设铁道的最北端为新桥站。为了和官设铁道相连接，一种方案是直接建设连接这两站的铁路。这种方案虽然距离最短，但是因为需要穿过东京市中心的下町，建设上有较大的困难。而沿着山之手地区铺设铁路的另一种方案虽然距离较长，但是当时沿线人口较少，铺设铁路相对容易，所以最终选择了后者。营业最初在新桥站-品川站-赤羽站之间每天有4列往返列车行驶。
1891年9月1日，日本铁道第一区线至第五区线全部通车，东京和东北地方得以以铁路相连接。与此同时，日本铁道开始计划建设土浦线（1901年改称为海岸线，现在的常磐线）与品川、横滨方面的联络线。土浦线经过土浦站-南千住站-田端站连接了茨城县的土浦、水户地区和东京北部，于1896年12月25日通车。1903年4月1日，这段连接田端站和池袋站的联络线（山手线支线）随着池袋站的开始运营正式通车。当初联络线规划以目白站为终点，但是因为目白站周边难以取得用以扩张车站的土地，最终改为在池袋站与品川线交汇。这个规划使得駒込站与巢鸭站之间的线路呈西南走向，而在大塚站附近转向西北。这条联络线最初被称为丰岛线，在开业前的1901年11月16日与品川线合称为山手线。
山手线支线通车后，山手线承担了东北线、信越线、常磐线、中央线和东海道线连接的任务。由于日俄战争爆发，铁路货物运输量大幅增加，因此从1904年新宿站-池袋站间的线路开始，至1910年，除池袋站-赤羽站区间外全线实现复线化。
隨著新的東京站完工啟用，1919年，山手線的營運區間一度與延伸通車至東京站的中央線連接，形成「の」字形的運轉方式（中野站～東京站～品川站～池袋站～上野站）。直到1925年11月1日，上野站～神田站段完工，山手線才真正轉變為環狀的營運區間。原本山手線電車於田端站～田町站段，與京濱線（也就是後來的京濱東北線）電車共用軌道，1956年11月19日，東海道本線電車線及東北本線電車線雙複線軌道增設完成，山手線電車與京濱東北線電車分離運行，各自使用獨立的軌道設施。1972年，赤羽站～池袋站段與山手線分離，1985年與新建的東北本線別線，組成「埼京線」運行系統。

### 年表

#### 日本鐵道國有化前
帶有*的車站是路線分離後屬於赤羽線的車站。
- 1872年（明治5年）

山手線運行系統變遷

  - 6月12日：官設鐵道 品川站－橫濱站間鐵道臨時開業。品川站開業。
  - 10月14日：新橋站－橫濱站間正式開業。新橋站（初代）開業。
- 1883年（明治16年）7月28日：日本鐵道 上野站－熊谷站間開業。上野站開業。
- 1885年（明治18年）
  - 3月1日：日本鐵道品川線 品川站－赤羽站間（12 M75 C50 L（英语：Link (unit)）≒20.83公里）開業。澀谷站、新宿站、板橋站*開業。
  - 3月16日：日本鐵道品川線 目黑站、目白站開業。
- 1890年（明治23年）
  - 1月25日：MCL的距離標示簡化為MC標示（12M75C50L→12M76C）。
  - 11月1日：日本鐵道 上野站－秋葉原站間貨物線開通。秋葉原站（貨物站）開業。
- 1894年（明治27年）8月：連接後來的大井聯絡所與後來的大崎站的軍用線竣工開業（1901年成為貨物線）。
- 1896年（明治29年）4月1日：日本鐵道 田端站開業。
- 1901年（明治34年）
  - 2月25日：日本鐵道山手線 大崎站、惠比壽站（貨物站）開業。
  - 3月15日：官設鐵道 大井聯絡所－大崎站間貨物列車開始運行。
  - 8月1日：官設鐵道 大井聯絡所－大崎站間（72 C≒1.45公里）正式開業。
  - 8月8日：日本鐵道修改規程，品川線（品川站－赤羽站間）與豐島線（池袋站－田端站間，此時未開業）合併為山手線[8][注釋 1]。
- 1902年（明治35年）
  - 5月10日：日本鐵道山手線 目白站－板橋站間開設池袋信號所[9]。
  - 11月12日：MC顯示簡化為英里顯示（品川站－赤羽站間 12 M76 C→13.0 M、大井站－大崎站間 72 C→0.9 M）。
- 1903年（明治36年）4月1日：日本鐵道山手線 池袋站－田端站間（3.3 M≒5.31公里）開業（複線）。池袋信號所升格的池袋站開業[9]。大塚站、巢鴨站開業。
- 1904年（明治37年）11月：日本鐵道山手線 新宿站－池袋站間複線化。
- 1905年（明治38年）
  - 4月1日：日本鐵道 日暮里站開業。
  - 6月10日：日本鐵道山手線 赤羽站－板橋站間十條站（貨物站）開業。
  - 10月：日本鐵道山手線 澀谷站－新宿站間複線化。
- 1906年（明治39年）
  - 2月7日：日本鐵道山手線 十條站（貨物站）廢除。
  - 9月23日：甲武鐵道 代代木站開業（山手線不設車站通過。10月1日國有化）。
  - 10月：日本鐵道山手線 大崎站－澀谷站間複線化。
  - 10月30日：日本鐵道山手線 原宿站開業。惠比壽站開始旅客營業。

#### 國有鐵道時代
- 1906年（明治39年）
  - 11月1日：日本鐵道國有化。
- 1909年（明治42年）

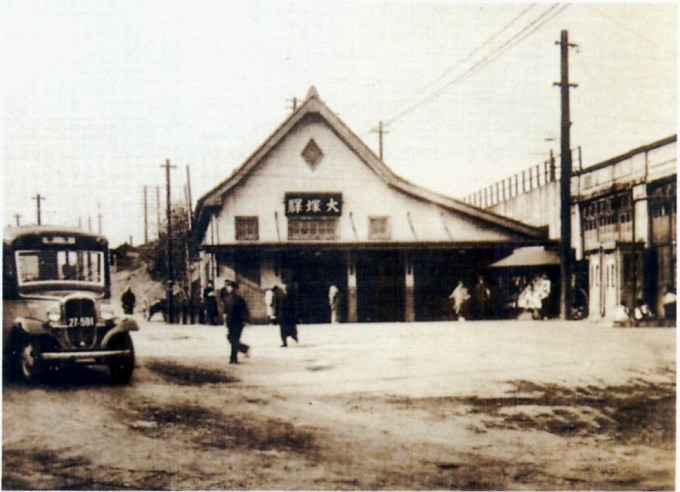
1928年至1944年間拍攝的大塚站

  - 10月12日：國有鐵道制定路線名稱（日语：国鉄・JR線路名称一覧）。赤羽站－品川站間、池袋站－田端站間、貨物支線 大崎站－大井聯絡所間稱為山手線（東北線的部分）。
  - 11月30日：大崎站－品川站間複線化。
  - 12月16日：東海道本線 品川站－烏森站（現在的新橋站）間開業。山手線 田端站－池袋站間、赤羽站－品川站間電氣化。上野站－新宿站－品川站－烏森站、赤羽站－池袋站間開始電車運行。開始在代代木站停靠（作為中央本線車站於1906年開業）。
- 1910年（明治43年）
  - 4月1日：田端站－池袋站間複線化。
  - 6月25日：東海道本線 烏森站－有樂町站間開業。
  - 9月15日：山手線 高田馬場站開業。東海道本線 有樂町站－吳服橋站（日语：呉服橋駅）（現為廢站）間開業。
  - 11月1日：十條站*開業。
  - 11月15日：駒込站開業。
- 1911年（明治44年）10月15日：五反田站開業。
- 1912年（明治45年）7月11日：鶯谷站開業。
- 1914年（大正3年）
  - 5月24日：伴隨代代木練兵場（現在的代代木公園）舉辦昭憲皇太后的大葬，葬場殿開設臨時停車場，以渡線型式原宿站－葬場殿臨時停車場間（0.4 M≒0.64公里）開業（2日後的26日廢除）。
  - 11月15日：新大久保站開業。
  - 12月20日：東海道本線 東京站開業。大井聯絡所升格的大井町站開業。新橋站改名為汐留站，烏森站改名為新橋站。
- 1916年（大正5年）4月16日：貨物支線 大崎站－大井町站間（0.9 M≒1.45公里）廢除。
- 1918年（大正7年）12月20日：品川站－大崎站間複複線開通，山手線開始複複線化。
- 1919年（大正8年）
  - 3月1日：開始與中央本線接續中野站－東京站－品川站－池袋站－上野站間的“「の」字型運行”。神田站開業。
  - 3月10日：五反田站－目黑站間開設上大崎臨時信號所。
- 1922年（大正11年）4月1日：信號所改為信號場。
- 1923年（大正12年）9月1日：關東大地震，有樂町站、新橋站、濱松町站、鶯谷站、上野站燒毀。
  - 恢復平常時運行（直通至東京站為1924年1月13日以後）。
- 1925年（大正14年）
  - 3月28日：品川站－池袋站－田端站間的電車專用線複線化完成（客貨分離）。
  - 4月26日：山手線複複線開業式在新宿站新站舍落成舉行。
  - 11月1日：東北本線 神田站－上野站間開業。秋葉原站開始旅客營業。御徒町站開業。開始環狀運行。
- 1927年（昭和2年）
  - 2月25日：山手線電車區間（池袋站－赤羽站間除外）行李專用電車開始運行。
  - 4月20日：高田馬場站－新大久保站間開設戶山原信號場。
- 1929年（昭和4年）8月21日：品川站－大崎站間開設目黑川信號場（日语：目黒川信号場）。
- 1930年（昭和5年）4月1日：英里顯示改為公里顯示（赤羽站－品川站間 13.0 M→20.9公里、池袋站－田端站間 3.3 M→5.2公里）。
- 1935年（昭和10年）
  - 11月1日：上大崎臨時信號場廢除。
  - 11月15日：戶山原信號場廢除。
- 1945年（昭和20年）
  - 4月13日：太平洋戰爭下空襲，田端站、鶯谷站、駒込站、高田馬場站、池袋站等車站與池袋電車區燒毀。
  - 5月24日：空襲導致五反田站、惠比壽站等燒毀。
  - 5月25日：空襲導致東京站燒毀。山手線全線不能通行。
  - 5月29日：恢復運行。
- 1949年（昭和24年）6月1日：日本國有鐵道成立。
- 1956年（昭和31年）11月19日：田端站－田町站間完成增設軌道。開始與京濱東北線分離運行（但是早上、深夜與日間仍共用同一軌道）。
- 1961年（昭和36年）9月：101系（日语：国鉄101系電車）投入服務。車身顏色為金絲雀黃。
- 1963年（昭和38年）12月：103系投入服務。車身顏色改為鶯色。
- 1965年（昭和40年）7月：目黑川信號場廢除。
- 1968年（昭和43年）10月1日：開始10節編組運行。
- 1969年（昭和44年）4月：車身統一為鶯色。
- 1970年（昭和45年）7月31日：國電山手線首次開行103系空調車。
- 1971年（昭和46年）
  - 3月7日：路線名稱讀法由統一為[新聞 1]。
  - 4月20日：西日暮里站開業。統一為10節編組。
  - 11月14日：池袋站2號月台停靠的山手線車輛，在車站構內過激派與機動隊（日语：機動隊）爆發衝突，過激派以燃燒瓶縱火，導致2人受傷[10]。
- 1972年（昭和47年）7月15日：山手線由東北線的部分移至東海道線的部分，區間顯示改為品川站－新宿站－田端站間（20.6公里）。池袋站－赤羽站間（5.5公里）分離為赤羽線。
- 1981年（昭和56年）12月6日：列車自動控制系統（ATC）、列車無線（日语：列車無線）啟用。
- 1985年（昭和60年）3月25日：日本國有鐵道首次使用不鏽鋼通勤型車輛，205系於山手線啟用。

#### JR東日本成立
- 1987年（昭和62年）

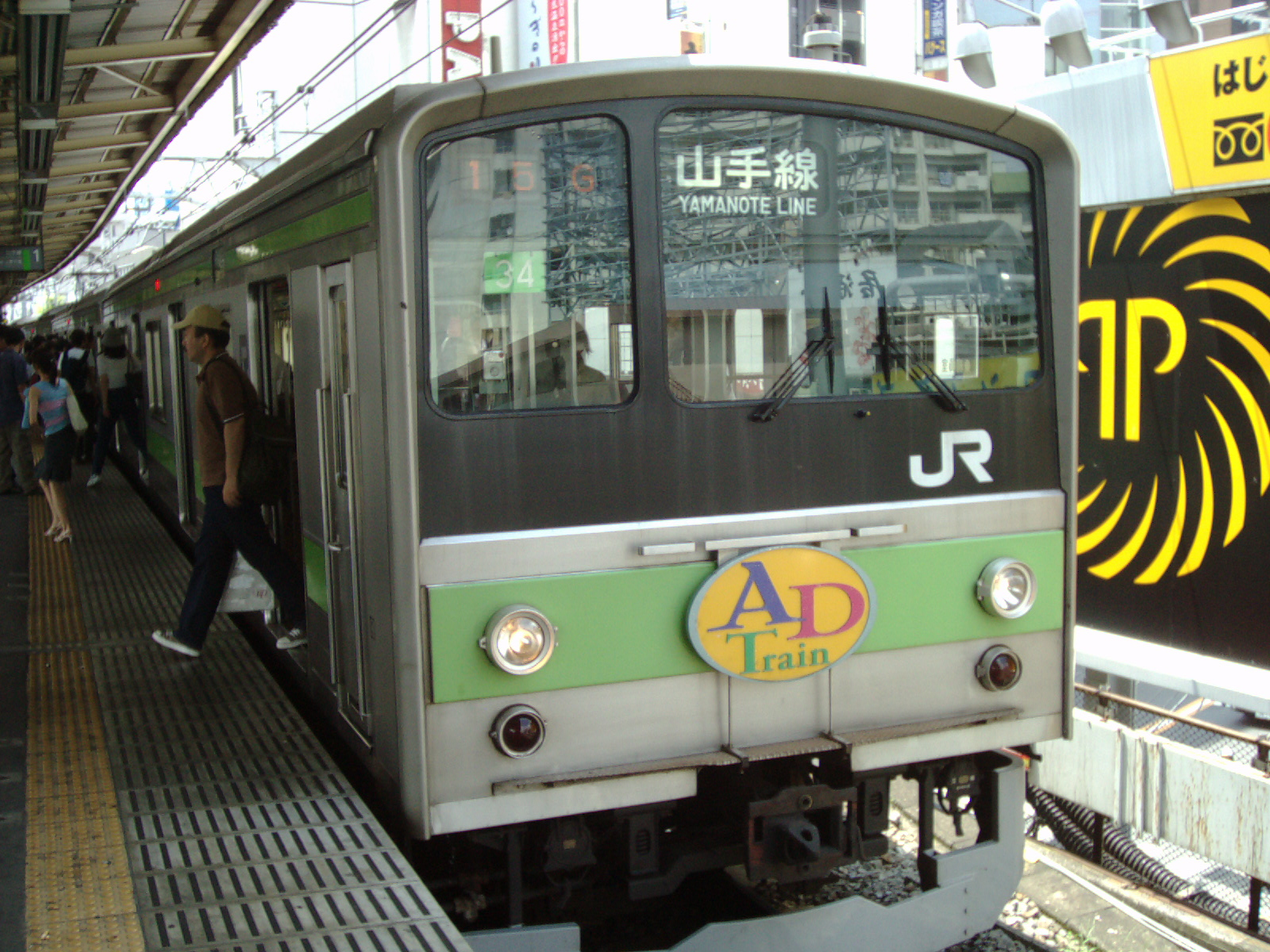
205系AD Train（2003年8月3日高田馬場站）

  - 4月1日：國鐵分割民營化，路線交由東日本旅客鐵道（JR東日本）營運。
  - 8月：ART COFFEE（日语：アートコーヒー）主辦的活動列車「RAIL TRAIN YAMANOTE」運行。
- 1988年（昭和63年）
  - 3月13日：京濱東北線日間開始快速運行。與京濱東北線全日分開運行。
  - 6月26日：205系增備完成後，103系停止山手線的使用。品川電車區舉辦再見活動。
- 1990年（平成2年）
  - 3月10日：6門車Saha 204型900番台試作車以1編組（日语：編成 (鉄道)）連結2處。6門車平日直至早上10時收起座位。
  - 6月8日：6門車開始文字廣播服務。
    - 此年，山手線首次由1間公司包下車內廣告的AD Train（日语：ADトレイン）開始運行（先頭車正面顯示方向幕）。1995年將2編組當中的1編組更改了路線牌（後來再更改）。205系的AD Train的經歷4個路線牌後消滅。

  - 10月20日：為紀念國際鐵道安全會議，此日起至11月4日的週六、週日開行「TECH TRAIN」。1日3班來回，運行結束後在池袋站展示。使用車輛為103系，先頭車抽調自京濱東北線，中間車抽調自埼京線並組成車輛編組運行。車內展示了JR東日本安全工作與鐵道相關的資料、模型等。此時山手線已全部以205系運行，故是2年4個月以來山手線首次再有103系運行。
- 1991年（平成3年）12月1日：6門車Saha 204型0番台量產車的10號車開始連結，一週內將所有編組加至11節編組。11節化編組的先頭車前面貼有「11CARS」的貼紙，貼紙至1997年為止才在所有編組除下。
- 1992年（平成4年）
  - 5月21日：所有編組開始設置防墜擋板（翌年2月完成設置）[11]。
  - 8月1日：所有車站除吸煙室以外實施全日禁煙[12]。
- 1998年（平成10年）7月4日[JR 1][13]：東京圈輸送管理系統（ATOS）啟用。

#### 2000年代以後
- 2000年（平成12年）12月31日：20世紀至21世紀的倒數臨時列車「21GO」運行至翌年1月1日。使用車輛以列車名命名的215系。
- 2001年（平成13年）
  - 3月21日：作為「每個人的地球共同思考生態運動」的一環，通常使用AD Train的「Eco Train 2001」的48號編組運行至4月20日。兩端的車輛全面貼有貼紙。
  - 12月1日：山手線首次開始有「側面車身廣告車（日语：ラッピング車両）」。
- 2002年（平成14年）4月21日：E231系500番台在山手線啟用。
- 2005年（平成17年）4月17日：E231系500番台增備完成後，205系結束在山手線的營運。
- 2006年（平成18年）7月30日：D-ATC啟用。
- 2007年（平成19年）
  - 3月18日 ：D-ATC化後首次時刻表改正[注釋 2]，縮短所需時間至1周最快59分鐘（除起終點站的停車時間外）。早上繁忙時段外環加開1班。平日日間運行班次每4分鐘1班，全面重組班次。
  - 8月26日：作為JR的在來線首次引入數碼列車無線（日语：列車無線）。
- 2009年（平成21年）9月7日－12月4日：為紀念「山手線」命名100周年[注釋 3]，E231系500番台Tau 502編組，以昭和30年代運行的舊型國電顏色（葡萄色2號）為藍本開行廣告包覆列車編組。此廣告包覆列車編組兼為明治製菓的車身廣告車。
- 2010年（平成22年）
  - 2月19日：平日早上繁忙時段6間車結束收起座位。22日以後使用全日座位[新聞 2][15]。
  - 6月26日：惠比壽站啟用月台閘門[16]。但是7、10號車部分則未安裝，因4門車與6門車仍混合使用中。
  - 8月28日：目黑站除7、10號車部分的月台閘門啟用。
- 2011年（平成23年）
  - 9月4日：所有編組改為全車4門車[17]。
  - 10月29日：惠比壽站、目黑站的7、10號車部分啟用月台閘門。
- 2012年（平成24年）12月22日：大崎站啟用月台閘門。
- 2013年（平成25年）3月2日：池袋站啟用月台閘門。5、8號月台由於開車班次較少而不在設置對象。
- 2015年（平成27年）
  - 4月12日：神田站－秋葉原站間，已不再使用正在拆去工程中的架線柱超過建築限界（日语：建築限界），發生倒塌至軌道內的重大事故[18]。該架線柱的傾斜在同月10日深夜現場已有發現，但因資訊處理不善和判斷失誤無法防置倒塌。此事故導致山手線與京濱東北線長時間停運，41萬人受影響[19]。
  - 11月30日：E235系開始在山手線啟用[新聞 3][JR 2]。
- 2016年（平成28年）8月20日：目黑站啟用車站編號。路線記號為「JY」。數日後有許多車站啟用車站編號。
- 2018年（平成30年）5月19日：車內設有閉路電視的E235系開始運行[新聞 4][新聞 5]。
- 2019年（平成31年・令和元年）
  - 1月7日：列車自動運行裝置（ATO）進行自動運行實驗，報道各社公開[新聞 6]。
  - 11月：列車改善發車標（日语：発車標）顯示，不只顯示開車時刻，也顯示到站時間[新聞 7]。
  - 11月16日：伴隨新站設置工程的軌道切換工程，上野站－（途經東京站）－大崎站間由首班車起至16時過後停運[20]。
- 2020年（令和2年）
  - 1月20日：E231系500番台結束山手線的營業運行[21]。
  - 3月14日：與京濱東北線在田町站－品川站間的高輪Gateway站開業[JR 3][新聞 8][新聞 9]。
- 2021年（令和3年）
  - 1月20日：因应2019新型冠状病毒病疫情调整运行区段。
  - 6月20日：由于供电系统（澀谷區變電所）出现故障，山手线全线暂时停运，直至日本时间21時30分恢复。另外有多条线路的部分站间（中央线、埼京線等）也受此影响停运。[22][23]
- 2023年
  - 1月7、8日：因应涩谷站月台改造，期间外环大崎到池袋区间暂停运营，剩余区间的班次也有所调整。[24][25]

## 「山手線」的日語讀法
山手線最早曾長期讀作（Yamanote-sen）。然而在盟軍佔領時期，依駐日盟軍總司令部（GHQ）的指示，「山手線」的日文平假名與羅馬字拼音，都是直接依漢字發音拼為「やまてせん」（Yamate-sen；Yamate Line）。但是自1971年起，當時的經營者—日本國有鐵道（JNR，1987年民營化為JR）決定將「山手線」全面統一拼為「やまのてせん」（Yamanote-sen；Yamanote Line）。關於作出這個改變的原因，有兩種說法：國鐵方向認為，依路線名稱的起源來看，「山手」拼成「やまのて」比較合理；另一種說法則是為了避免與橫濱的根岸線「山手站」（やまてえき），以及後來興建的神戶市營地下鐵「山手線」（依舊拼為「やまてせん」）相互混淆。

## 使用車輛

### 現時使用車輛

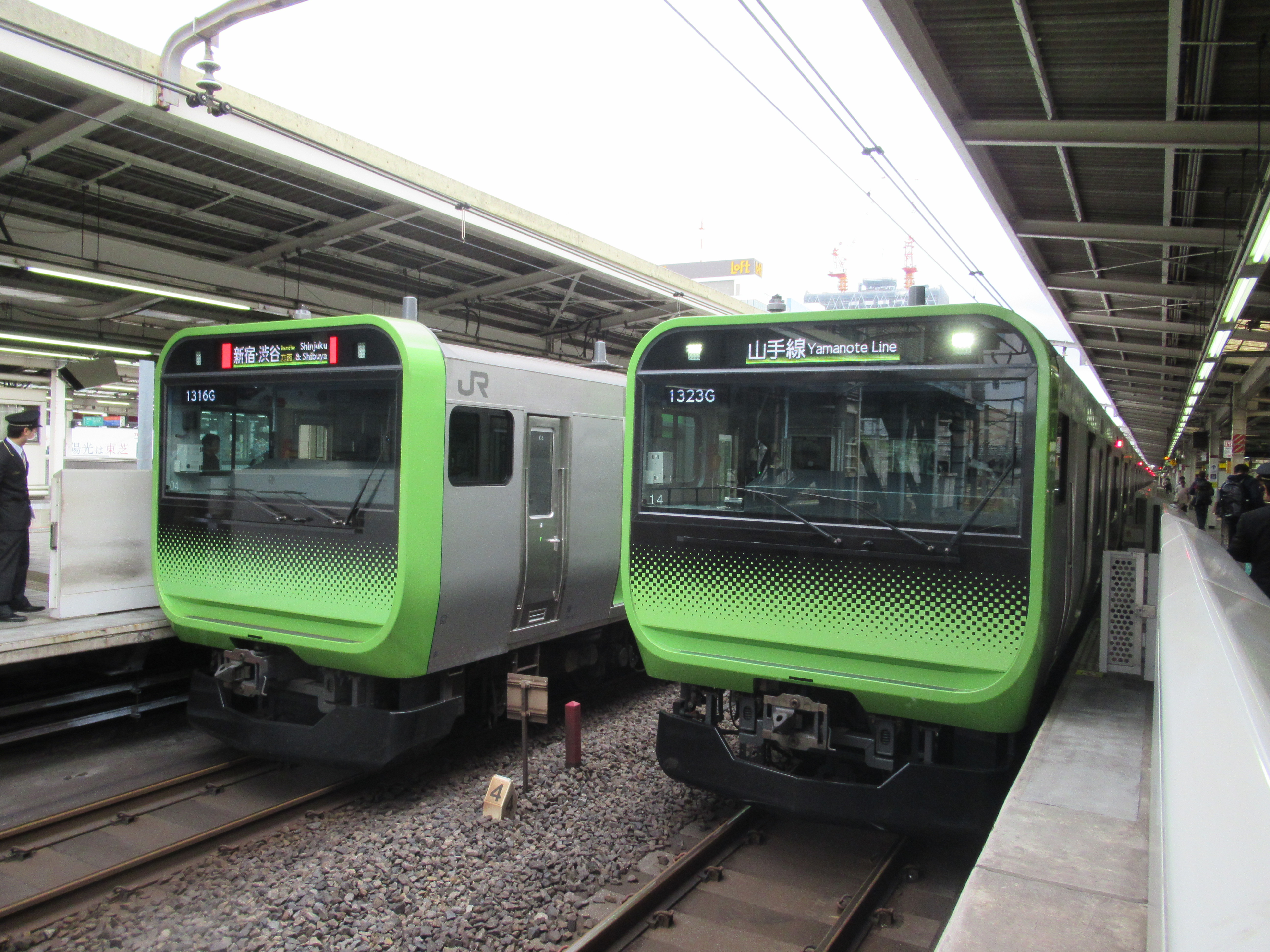
E235系（2018年4月14日池袋站）

使用屬於東京綜合車輛中心的E235系列車。統一為11節編組，E235系的先頭部與側面門部分使用鶯色（■）。
E235系列車於2015年11月30日起使用。2020年1月20日最後的E231系500番台結束營業運行，統一為E235系。

### 過去使用車輛
以下全部為電力動車組。 
- De 960型、De 963型、De 989型、Nide 950型（日语：甲武鉄道の電車） - 甲武鐵道繼承車。電氣化當初使用。
- Hode 6100型→Deha 6250型（日语：国鉄デハ6250形電車）[新聞 1] - 1909年起開始使用，結束使用時期不明
- Hode 6110型→Deha 6260型（日语：国鉄デハ6260形電車） - 1911年至1925年升壓前使用。
- Deha 6280系（日语：国鉄デハ6280形電車）、Deha 6285系（日语：国鉄デハ6285形電車）、Deha 6300系（日语：国鉄デハ6300形電車）、Deha 6310系（日语：国鉄デハ6310系電車）、Deha 6340系（日语：国鉄デハ6340系電車） - 16公尺級木造車。1911年至1925年升壓前使用。
- Deha 33400系（日语：国鉄デハ33400系電車）、Deha 33500系（日语：国鉄デハ33500系電車） - 1921年製的16公尺級木造車。
- Deha 63100系→Moha 10系（初代）（日语：国鉄デハ63100系電車）
- 30系、31系（日语：国鉄31系電車）、33系（日语：国鉄33系電車）、50系（日语：国鉄50系電車）→11系 - 17公尺級鋼製車[26]
- 40系（日语：国鉄40系電車）
- 63系（日语：国鉄63系電車）
- 72系（日语：国鉄72系電車）
- 101系（日语：国鉄101系電車） - 1961年9月[新聞 1]至1968年使用。車身顏色為金絲雀色（日语：黄5号）[新聞 1]。
- 103系 - 1963年12月[新聞 1]至1988年6月26日使用。車身色顏色為鶯色[新聞 1]。並非10節全部編組皆為空調車，中間的3－4節為非空調車。
- 205系 - 1985年3月25日至2005年4月17日使用。銀色不鏽鋼車身繪有黃綠色帶。1990年起試驗性開始與6門車連結，1991年12月起全部編組的10號車都與6門車增結為11節編組[27]。
- E231系500番台 - 2002年4月21日依次開始營業運行[28]，至2005年4月17日為止全部52編組上線。2020年1月20日最後營業運行後停運[21]，同年1月24日最後的運行編組進入東京綜合車輛中心改造為Tau 506編組[21]。

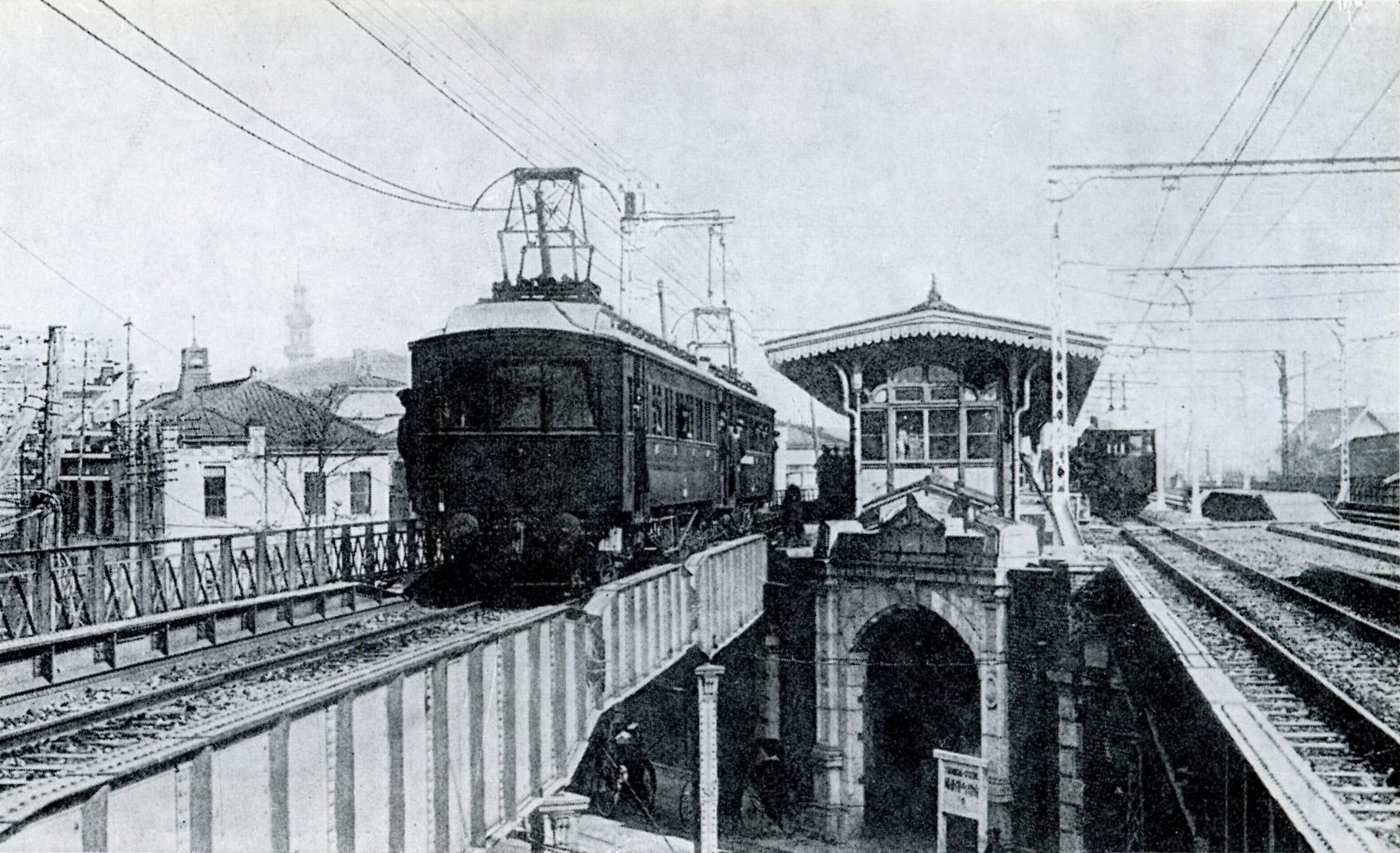
Deha 6340系 （圖片為京濱東北線用，約1914年）
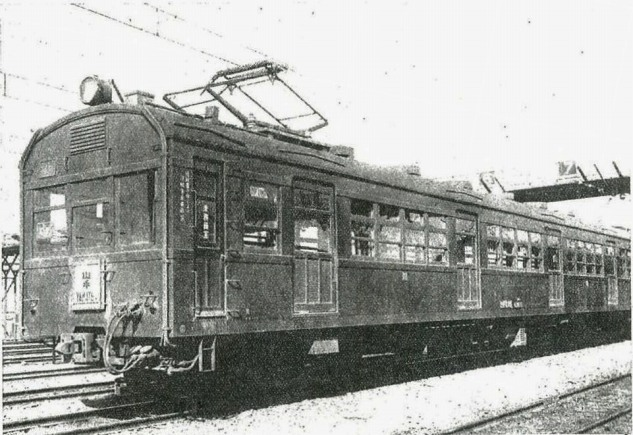
63系電車（山手線用，約1947年）
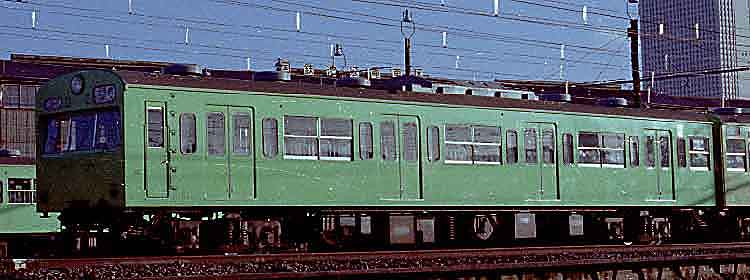
103系（1978年1月）
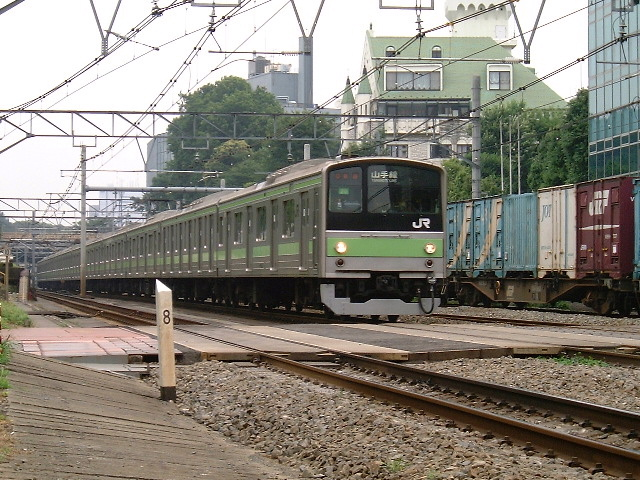
205系（2000年7月15日，澀谷站－原宿站間）
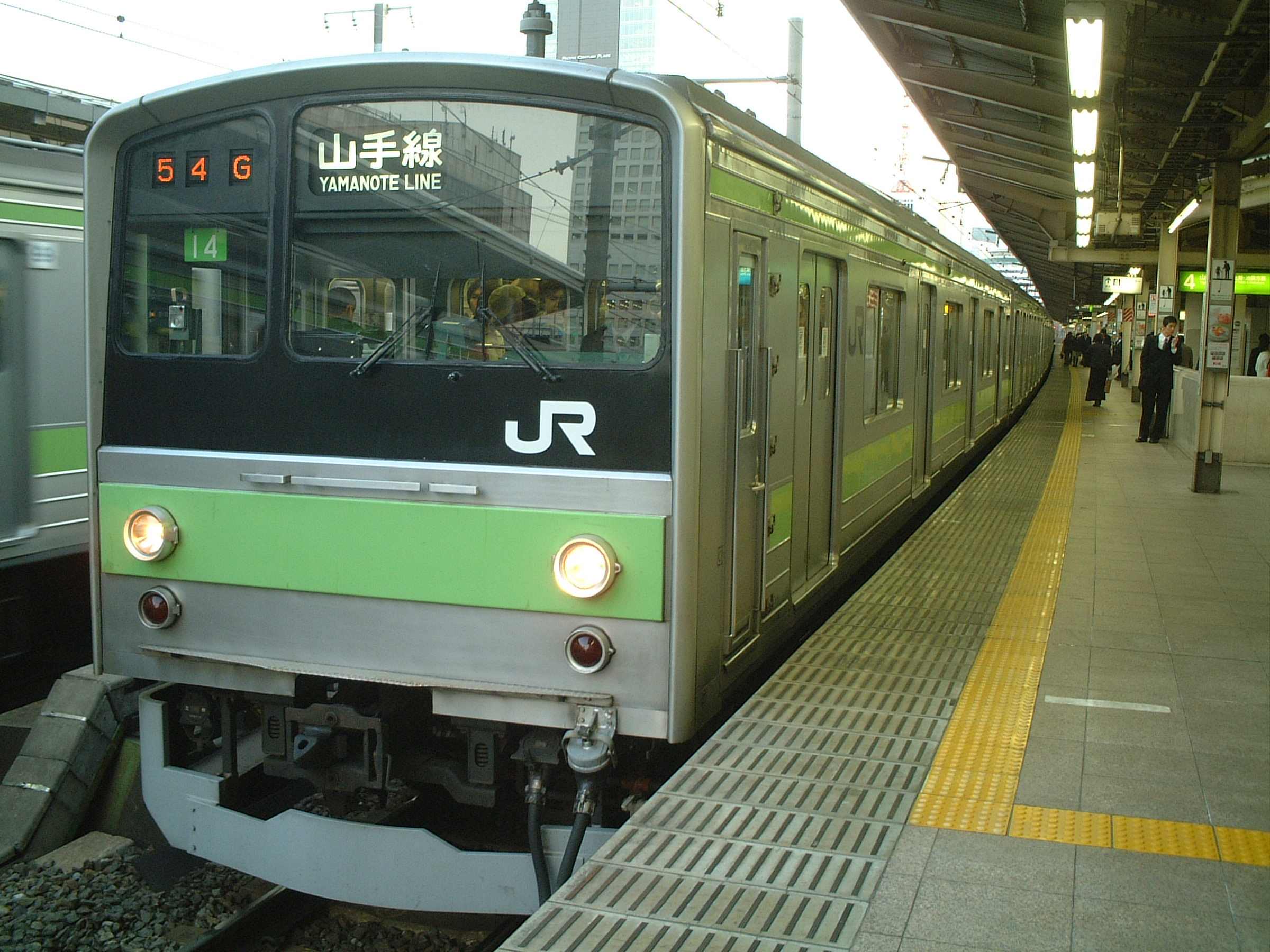
東京站停車中的205系（約2003年）
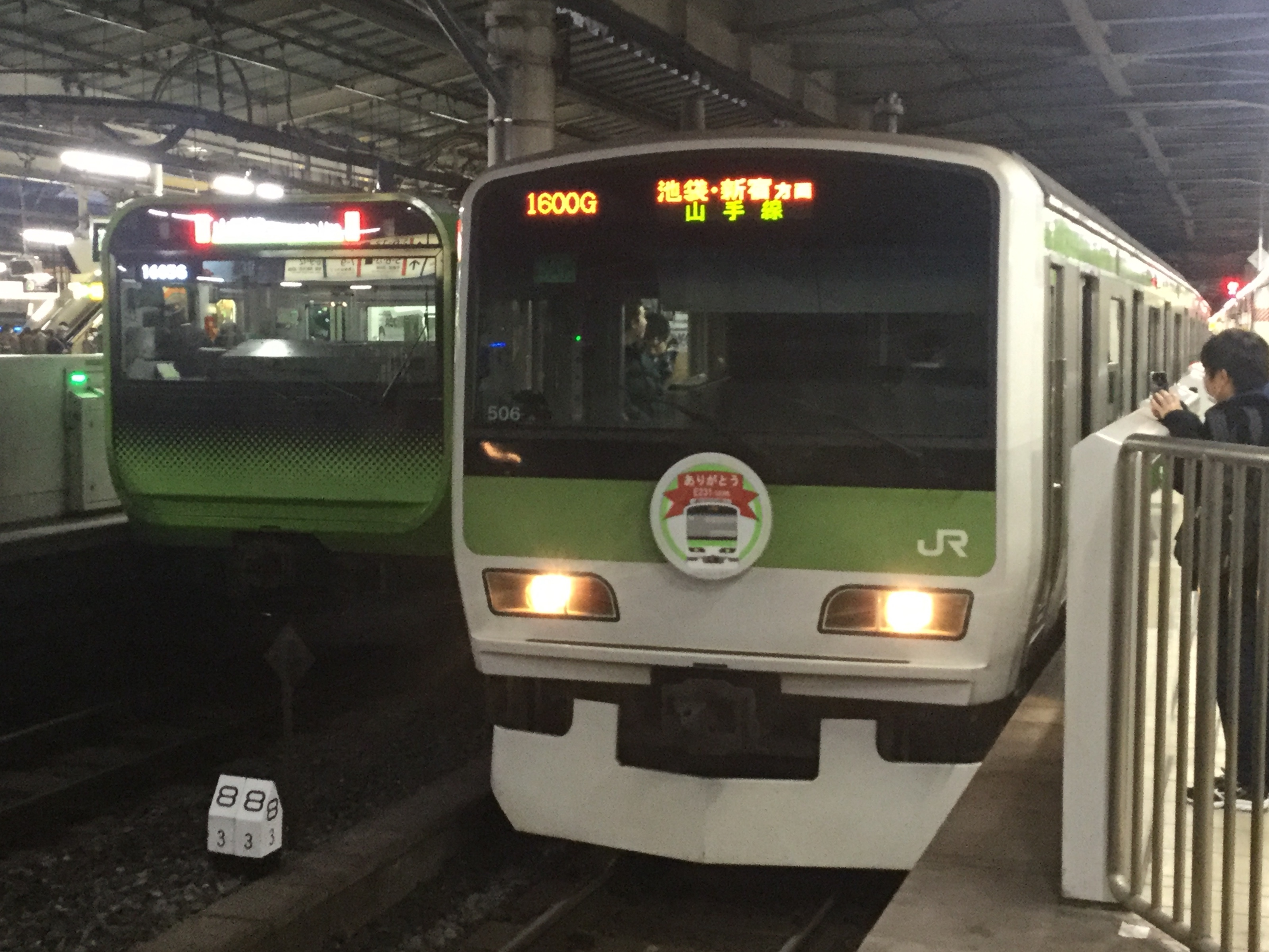
引退紀念路線牌的E231系500番台（2020年1月）

## 運行形態
| 時段  | 山手線 | 山手線 | 中央線快速 |
| 時段  | 內環   | 外環   | 東京站到發 |
| ----- | ------ | ------ | ---------- |
| 7時台 | 21班   | 16班   | 16班       |
| 8時台 | 22班   | 21班   | 27班       |
| 9時台 | 21班   | 19班   | 23班       |

山手線是一條由首都起以放射狀延伸的鐵路網，連結主要終點站的首都內的完整路線，並實施高頻率運行。
由於行走多個路段（山手線、東北本線、東海道本線），運行形態則是環狀運行，運行方向不以上行、下行而是使用外環、內環作為旅客導覽。環狀路線的複線外側對於左側行走列車為外環（順時針：品川站 → 澀谷站 → 新宿站 → 池袋站 → 上野站 → 東京站 → 品川站），複線內側對於左側行走的列車為內環（逆時針）。
運行班次因應都心旅客需求非常龐大而十分頻繁，早晚繁忙時間約每2－3分1班，日間時段每約4分鐘1班運行。但是首班車和尾班車的時間（早上、深夜）的班次較疏落。由於時刻表內班次非常多，平日早上班次比中央線快速還少。由於新宿站等使用者較多的車站上下車時間較長，山手線的運行班次難以縮短。中央線快速在新宿站雖然同樣需要一定上下車時間，但是單方向設置了1面2線月台，先行列車與後續列車可以分別停靠不同月台上下車，山手線無法做到。
此路線沒有設定列車類別，所有列車都是各停，形成平行時刻表。1圈34.5公里所需時間在日間（b速）為59分鐘（起終點站的停車時間除外）。此路線本身雖然不設定列車類別，京濱東北線快速運行日間時段在並行路段與山手線各站停車可實施緩急分離運行。快速停車站間、尤其田端站－上野方向間，上野站－東京方向間，秋葉原站－濱松町方向間，東京站－濱松町方向間的各路段乘車，使用京濱東北線快速較快，但使用運行班次不同的京濱東北線也不一定較早到達。與同樣環狀運行的大阪環狀線不同，沒有直接由其他路線直通列車改別類別，或中途中站折返往反方向運行的列車。
列車投入使用後，基本上全日都以同一方向環狀運行。以中途站為終點的列車只限平日上午往池袋與每日晚上往品川、大崎。中途站始發的列車每日早上的田町開與平日下午的池袋開。
環狀運行的列車各站目的地導覽，以主要6站（東京站、上野站、池袋站、新宿站、澀谷站、品川站）當中最近的2站作為「往○○、△△方向」（例如有樂町站外環列車會導覽往品川、澀谷方向）。
列車車次以時刻表上的分界站大崎站為基準。外環為奇數，內環為偶數，「大崎站開出時間（24小時制）」+「該編組當日的使用編號」，末尾為「G」。故此，山手線約1時間繞1周的列車在大崎站會改變列車車次的「大崎站開出時間」部分並繼續運行（但是往大崎列車除外）。但其他車站始發列車若在大崎站00分以前開車列車則要「始發時間（24小時制）」減1。
山手線平日外環328班，內環322班，合計1日650班運行。週末假日外環297班，內環286班，合計583班。2007年3月18日時刻表改正，外環在平日早上繁忙時間加開1班，黃昏繁忙時間削減1班，全體運行班次不變，假日不變，內環平日削減4班，週末假日削減5班。此改正以後每2分20秒1班，1小時運行25班。改正前日的17日為止每2分30秒1班，1小時運行24班。此時營運車輛由205系改為E231系，類比 ATC改為數位ATC可縮短1分鐘－1分40秒。
| 項 目 ＼ 時 段 | 平日時刻表 | 平日時刻表 | 平日時刻表 | 平日時刻表 | 平日時刻表 | 平日時刻表 | 平日時刻表 | 平日時刻表 | 平日時刻表 | 平日時刻表 | 平日時刻表 | 平日時刻表 | 週末、假日時刻表 | 週末、假日時刻表 | 週末、假日時刻表 | 週末、假日時刻表 | 週末、假日時刻表 | 週末、假日時刻表 | 週末、假日時刻表 | 週末、假日時刻表 | 週末、假日時刻表 | 週末、假日時刻表 | 週末、假日時刻表 | 週末、假日時刻表 |
| 項 目 ＼ 時 段 | 內環       | 內環       | 內環       | 內環       | 內環       | 內環       | 外環       | 外環       | 外環       | 外環       | 外環       | 外環       | 內環             | 內環             | 內環             | 內環             | 內環             | 內環             | 外環             | 外環             | 外環             | 外環             | 外環             | 外環             |
| 項 目 ＼ 時 段 | 始發       | 始發       | 始發       | 終到       | 終到       | 終到       | 始發       | 始發       | 始發       | 終到       | 終到       | 終到       | 始發             | 始發             | 始發             | 終到             | 終到             | 終到             | 始發             | 始發             | 始發             | 終到             | 終到             | 終到             |
| 項 目 ＼ 時 段 | 大崎       | 池袋       | 田町       | 大崎       | 池袋       | 品川       | 大崎       | 池袋       | 田町       | 大崎       | 池袋       | 品川       | 大崎             | 池袋             | 田町             | 大崎             | 池袋             | 品川             | 大崎             | 池袋             | 田町             | 大崎             | 池袋             | 品川             |
| -------------- | ---------- | ---------- | ---------- | ---------- | ---------- | ---------- | ---------- | ---------- | ---------- | ---------- | ---------- | ---------- | ---------------- | ---------------- | ---------------- | ---------------- | ---------------- | ---------------- | ---------------- | ---------------- | ---------------- | ---------------- | ---------------- | ---------------- |
| 04-05          | 7          | 2          | 0          | 0          | 0          | 0          | 4          | 1          | 2          | 0          | 0          | 0          | 6                | 2                | 0                | 0                | 0                | 0                | 3                | 1                | 2                | 0                | 0                | 0                |
| 06-07          | 8          | 5          | 2          | 0          | 0          | 0          | 17         | 0          | 1          | 0          | 0          | 0          | 3                | 2                | 0                | 0                | 0                | 0                | 5                | 0                | 1                | 0                | 0                | 0                |
| 08-10          | 0          | 0          | 0          | 7          | 2          | 0          | 0          | 0          | 0          | 8          | 2          | 0          | 2                | 2                | 2                | 0                | 0                | 0                | 7                | 0                | 0                | 0                | 0                | 0                |
| 11-14          | 0          | 0          | 0          | 0          | 0          | 0          | 0          | 0          | 0          | 0          | 0          | 0          | 0                | 0                | 0                | 0                | 0                | 0                | 0                | 0                | 0                | 0                | 0                | 0                |
| 15-17          | 3          | 2          | 0          | 0          | 0          | 0          | 4          | 1          | 0          | 0          | 0          | 0          | 0                | 0                | 0                | 0                | 0                | 0                | 0                | 0                | 0                | 0                | 0                | 0                |
| 18-22          | 0          | 0          | 0          | 7          | 0          | 0          | 0          | 0          | 0          | 3          | 1          | 0          | 0                | 0                | 0                | 7                | 3                | 0                | 0                | 0                | 0                | 7                | 0                | 0                |
| 23-01          | 0          | 0          | 0          | 6          | 2          | 5          | 0          | 0          | 0          | 7          | 4          | 5          | 0                | 0                | 0                | 3                | 1                | 5                | 0                | 0                | 0                | 4                | 3                | 5                |
| 小計           | 18         | 9          | 2          | 20         | 4          | 5          | 25         | 2          | 3          | 18         | 7          | 5          | 11               | 6                | 2                | 10               | 4                | 5                | 15               | 1                | 3                | 11               | 3                | 5                |
| 計             | 29         | 29         | 29         | 29         | 29         | 29         | 30         | 30         | 30         | 30         | 30         | 30         | 19               | 19               | 19               | 19               | 19               | 19               | 19               | 19               | 19               | 19               | 19               | 19               |

作為例外的使用，後述的翻新工程日在田端站－田町站間仍與京濱東北線共用軌道時，此路段的運行班次會削減至來往池袋站與大崎站之間的列車設定5班當中1班。為此，大崎站－田町站間與池袋站－田端站間的運行班次會較長。1956年11月19日山手線與京濱東北線軌道分離，兩線皆可增加運行班次，由於車庫建設的速度追不上車輛數增長的速度，一部分列車必須在京濱東北線的蒲田電車區與下十條電車區（現在的下十條運轉區）留置，也會有京濱東北線直通往蒲田與往東十條運行入庫班次。此列車已在1967年品川電車區（現時東京綜合車輛中心東區）完工而廢除。
每年10月假日（實為體育之日）會開行中途不停車的團體專用臨時列車。這是大崎周邊城鎮協議會舉辦的活動「品川夢先生橋」的企劃運行，會在大崎站出發繞山手線運行1周回到大崎站。至2006年為止為內環方向，2007年以後改為外環方向行走。2016年10月運行時當時1班只使用最新銳的E235系Tau 01編組。2017年運行合計超過30次，2020年10月11日運行合計達33次。除此以外，8月最後星期六東京綜合車輛中心對外開放時，Byu企劃會運行限定團體申請人乘搭的團體列車。此企劃與「品川夢先生橋」相同，大崎站出發通過中途中站回到大崎站的臨時列車。除此以外2005年運行的「山手線開業120周年」紀念列車也沒有中途停靠站。
大晦日至元旦的通宵運行時，外環每10分鐘1班，內環每12分鐘1班運行。此時原宿站會開放明治神宮參拜客用臨時月台。現在正在實施臨時月台擴建常設化工程。2020年3月21日啟用新站舍，原宿站成為變相對向式2面2線月台形式。

## 車站列表
此處列出山手線的各站、營業距離、接續路線、所在地，順着車站編號由東京站起以內環方向至東京站。《鐵道要覽》記載的山手線正式起點是品川站，終點是田端站，運行系統上的起終點是大崎站。
- 內環：東京站→上野站→田端站→池袋站→新宿站→品川站→東京站方向
- 外環：東京站→品川站→新宿站→池袋站→田端站→上野站→東京站方向

- 所有電車停靠所有車站
- 接續路線
  - 東日本旅客鐵道的路線名是運行系統上的名稱（與正式路線名不同）。站名如有不同則以⇒顯示站名。
  - 田端－田町間：與京濱東北線可進行對面月台轉乘
- 所有車站都位於東京23區內

| 正式路線名 | 車站編號    | 中文站名 | 日文站名 | 英文站名 | 站間營業距離 | 累計營業距離 | 接續路線、備註 | 所在地   |
| ---------- | ----------- | -------- | -------- | -------- | ------------ | --- | --- | -------- |
| 東北本線   |             | 東京     |          |          | -            | 0.0 | 東日本旅客鐵道： 東北新幹線、山形新幹線、秋田新幹線、北海道新幹線、上越新幹線、北陸新幹線、 京濱東北線（JK26）、 中央線（JC01）、 宇都宮線（JU 01）、 東海道線（JT01）、 橫須賀·總武快速線（JO19）、 京葉線（JE01） 東海旅客鐵道： 東海道新幹線 東京地下鐵： 丸之內線（M-17） 東京地下鐵： 東西線 ⇒大手町（T-09） 東京地下鐵： 千代田線 ⇒二重橋前（C-10） 都營地下鐵： 三田線 ⇒大手町（I-09） | 千代田區 |
| 東北本線   |             | 神田     |          |          | 1.3          | 1.3 | 東日本旅客鐵道： 京濱東北線（JK27）、 中央線（JC02） 東京地下鐵： 銀座線（G-13） | 千代田區 |
| 東北本線   |             | 秋葉原   |          |          | 0.7          | 2.0 | 東日本旅客鐵道： 京濱東北線（JK28）、 總武線（各站停車）（JB19） 首都圈新都市鐵道： 筑波快線（TX01） 東京地下鐵： 日比谷線（H-16） 都營地下鐵： 新宿線 ⇒岩本町（S-08） | 千代田區 |
| 東北本線   |             | 御徒町   |          |          | 1.0          | 3.0 | 東日本旅客鐵道： 京濱東北線（JK29） 東京地下鐵： 銀座線 ⇒上野廣小路（G-15） 東京地下鐵： 日比谷線 ⇒仲御徒町（H-17） 都營地下鐵： 大江戶線 ⇒上野御徒町（E-09） | 台東區   |
| 東北本線   |             | 上野     |          |          | 0.6          | 3.6 | 東日本旅客鐵道： 東北新幹線、山形新幹線、秋田新幹線、北海道新幹線、上越新幹線、北陸新幹線、 京濱東北線（JK30）、 宇都宮線（東北本線）、高崎線、上野東京線（JU02）、 常磐線（JJ01） 東京地下鐵： 銀座線（G-16）、 日比谷線（H-18） 京成電鐵： 本線 ⇒京成上野（KS01） | 台東區   |
| 東北本線   |             | 鶯谷     |          |          | 1.1          | 4.7 | 東日本旅客鐵道： 京濱東北線（JK31） | 台東區   |
| 東北本線   |             | 日暮里   |          |          | 1.1          | 5.8 | 東日本旅客鐵道： 京濱東北線（JK32）、 常磐線（JJ02） 京成電鐵： 本線（KS02） 東京都交通局： 日暮里-舍人線（NT 01） | 荒川區   |
| 東北本線   |             | 西日暮里 |          |          | 0.5          | 6.3 | 東日本旅客鐵道： 京濱東北線（JK33） 東京地下鐵： 千代田線（C-16） 東京都交通局： 日暮里-舍人線（NT 02） | 荒川區   |
| 東北本線   |             | 田端     |          |          | 0.8          | 7.1 | 東日本旅客鐵道： 京濱東北線（JK34） | 北區     |
| 山手線     |             | 田端     |          |          | 0.8          | 7.1 | 東日本旅客鐵道： 京濱東北線（JK34） | 北區     |
|            | 駒込        |          |          | 1.6      | 8.7          | 東京地下鐵： 南北線（N-14） | 豐島區 |          |
|            | 巢鴨        |          |          | 0.7      | 9.4          | 都營地下鐵： 三田線（I-15） | 豐島區 |          |
|            | 大塚        |          |          | 1.1      | 10.5         | 東京都電車： 荒川線（東京都電） ⇒大塚站前（SA 23） | 豐島區 |          |
|            | 池袋        |          |          | 1.8      | 12.3         | 東日本旅客鐵道： 埼京線（JA12）、 湘南新宿線（JS21） 西武鐵道： 池袋線（SI01） 東武鐵道： 東上本線（TJ-01） 東京地下鐵： 丸之內線（M-25）、 有樂町線（Y-09）、 副都心線（F-09） | 豐島區 |          |
|            | 目白        |          |          | 1.2      | 13.5         | | 豐島區 |          |
|            | 高田馬場    |          |          | 0.9      | 14.4         | 西武鐵道： 新宿線（SS02） 東京地下鐵： 東西線（T-03） | 新宿區 |          |
|            | 新大久保    |          |          | 1.4      | 15.8         | | 新宿區 |          |
|            | 新宿        |          |          | 1.3      | 17.1         | 東日本旅客鐵道： 埼京線（JA11）、 湘南新宿線（JS20）、 中央線（快速）（JC05）、 中央線（各站停車）（JB10） 京王電鐵： 京王線、 京王新線（KO01） 小田急電鐵： 小田原線（OH01） 東京地下鐵： 丸之內線（M-08） 都營地下鐵： 新宿線（S-01） 都營地下鐵： 大江戶線 ⇒新宿（E-27）、新宿西口（E-01） 西武鐵道： 新宿線 ⇒西武新宿（SS01） | 新宿區 |          |
|            | 代代木      |          |          | 0.7      | 17.8         | 東日本旅客鐵道： 中央線（各站停車）（JB11） 都營地下鐵： 大江戶線（E-26） | 澀谷區 |          |
|            | 原宿        |          |          | 1.5      | 19.3         | 東京地下鐵： 千代田線、 副都心線 ⇒明治神宮前（C-03、F-15） | 澀谷區 |          |
|            | 澀谷        |          |          | 1.2      | 20.5         | 東日本旅客鐵道： 埼京線（JA10）、 湘南新宿線（JS19） 東急電鐵： 東橫線（TY01）、 田園都市線（DT01） 京王電鐵： 井之頭線（IN01） 東京地下鐵： 銀座線（G-01）、 半藏門線（Z-01）、 副都心線（F-16） | 澀谷區 |          |
|            | 惠比壽      |          |          | 1.6      | 22.1         | 東日本旅客鐵道： 埼京線（JA09）、 湘南新宿線（JS18） 東京地下鐵： 日比谷線（H-02） | 澀谷區 |          |
|            | 目黑        |          |          | 1.5      | 23.6         | 東急電鐵： 目黑線（MG01） 東京地下鐵： 南北線（N-01） 都營地下鐵： 三田線（I-01） | 品川區 |          |
|            | 五反田      |          |          | 1.2      | 24.8         | 東急電鐵： 池上線（IK01） 都營地下鐵： 淺草線（A-05） | 品川區 |          |
|            | 大崎        |          |          | 0.9      | 25.7         | 東日本旅客鐵道： 埼京線（JA08）、 湘南新宿線（JS17） 東京臨海高速鐵道： 臨海線（R-08） | 品川區 |          |
|            | 品川        |          |          | 2.0      | 27.7         | 東日本旅客鐵道： 京濱東北線（JK20）、 東海道線（JT03）、 橫須賀·總武快速線（JO17） 東海旅客鐵道： 東海道新幹線 京濱急行電鐵： 本線（KK01） | 港區 |          |
| 東海道本線 | 品川        |          |          | 2.0      | 27.7         | 東日本旅客鐵道： 京濱東北線（JK20）、 東海道線（JT03）、 橫須賀·總武快速線（JO17） 東海旅客鐵道： 東海道新幹線 京濱急行電鐵： 本線（KK01） | 港區 |          |
|            | 高輪Gateway |          |          | 0.9      | 28.6         | 東日本旅客鐵道： 京濱東北線（JK21） | 港區 |          |
|            | 田町        |          |          | 1.3      | 29.9         | 東日本旅客鐵道： 京濱東北線（JK22） 都營地下鐵： 淺草線、 三田線 ⇒三田（A-08、I-04） | 港區 |          |
|            | 濱松町      |          |          | 1.5      | 31.4         | 東日本旅客鐵道： 京濱東北線（JK23） 東京單軌電車： 羽田機場線 ⇒單軌電車濱松町（MO01） 都營地下鐵： 淺草線、 大江戶線 ⇒大門（A-09、E-20） | 港區 |          |
|            | 新橋        |          |          | 1.2      | 32.6         | 東日本旅客鐵道： 京濱東北線（JK24）、 東海道線（JT02）、 橫須賀·總武快速線（JO18） 百合鷗： 臨海線（U-01） 東京地下鐵： 銀座線（G-08） 都營地下鐵： 淺草線（A-10） | 港區 |          |
|            | 有樂町      |          |          | 1.1      | 33.7         | 東日本旅客鐵道： 京濱東北線（JK25）、 京葉線 ⇒東京（JE01） 東京地下鐵： 有樂町線（Y-18） 東京地下鐵： 日比谷線、 千代田線 ⇒日比谷（H-08、C-09） 都營地下鐵： 三田線 ⇒日比谷（I-08） （設有地下通道通往銀座站、東銀座站） | 千代田區 |          |
|            | 東京        |          |          | 0.8      | 34.5         | （參見本表最上欄） | 千代田區 |          |

1. ↑  東京綜合車輛中心品川派出所
2. ↑  東京綜合車輛中心池袋派出所
3. ↑  此起田端站與視作同一地點的山手貨物線田端信號場站與東北貨物線、田端貨物線（常磐線支線）、北王子線（東北本線支線）接續。
4. ↑  只限濱松町、新橋方向轉乘。

山手線站間距離最長路段是大崎站－品川站間，達2公里，最短路段是日暮里站－西日暮里站間，只有500公尺。
目黑站－惠比壽站間通過目黑區，巢鴨站－駒込站間通過文京區，神田站－東京站間通過中央區，但沒有設站。

### 廢除路段
貨物支線、1916年廢除
大崎站－大井町站

### 廢除信號場
品川站－池袋站－田端站間曾設有的信號場。（）內是品川站起計的營業距離。
- 目黑川信號場（日语：目黒川信号場）：1965年廢除，品川站－大崎站間（1.3公里）
- 上大崎信號場：1935年廢除，五反田站－目黑站間的貨物線上（3.6公里）
- 戶山原信號場：1935年廢除，新大久保站－高田馬場站間（12.4公里）

### 來源
1. ↑   (PDF). P.92. 国土交通省. （原始内容存档 (PDF)于2018-08-26） （日语）.
2. ↑  .   [2017-05-02]. （原始内容存档于2017-04-30）.
3. 1 2 3 4  「山手線 命名100年－38年前に読み統一 「やまのてせん」に」『朝日新聞』2009年3月7日付夕刊、第3版、第14面。
4. ↑  鉄道迷、交友社、2010年2月號、p.20
5. ↑  山手線のヒミツ70、イカロスMOOK、p.14・15
6. ↑  JTB時刻表、JTB出版、2014年3月号、p.966・968・970・973
7. ↑  『停車場変遷大事典 国鉄・JR編』JTB出版 1998年 ISBN 978-4-533-02980-6
8. 1 2
9. ↑  「燃え上がる炎・黒煙と悲鳴 過激派の国電乱入」『中國新聞』昭和46年11月15日.15面
10. ↑  . 交通新聞 (交通新聞社). 1992-04-24: 3.
11. ↑  . 交通新聞 (交通新聞社). 1992-08-04: 2.
12. ↑  「超高密度線区向け輸送管理システムの段階的構築」PDF『日立評論』1999年3月号（日立製作所）p.33
13. ↑  山手線を34年ぶりに増発 JR春のダイヤ改正 的存檔，存档日期2013年5月14日，. - 共同通信（2006年12月22日）
14. ↑  「山手線6扉車を順次4扉車に」 （页面存档备份，存于）ネコ・パブリッシング（2010年02月17日）
15. ↑  山手線恵比寿駅でホーム可動柵の使用を開始 （页面存档备份，存于） - 『鉄道ファン』交友社 railf.jp鉄道ニュース 2010年6月26日
16. ↑  . 国土交通省運輸安全委員会. 2019-07-28  [2020-02-22]. （原始内容存档于2021-02-15）.
17. ↑  . 東洋経済オンライン. 東洋経済新報社. 2015-04-15  [2020-02-22]. （原始内容存档于2021-02-15）.
18. ↑  . 鉄道ファン・railf.jp. 交友社. 2019-11-16  [2019-11-17]. （原始内容存档于2021-02-15）.
19. 1 2 3 4  . 鉄道コム.   [2020-02-01]. （原始内容存档于2021-02-15）.
20. ↑  . www.cna.com.tw.   [2021-06-22]. （原始内容存档于2021-06-27） （中文（臺灣））.
21. ↑  . japan.people.com.cn.   [2021-06-22]. （原始内容存档于2021-06-24）.
22. ↑  日本放送協会. . NHK NEWS WEB.   [2023-01-10]. （原始内容存档于2023-01-12）.
23. ↑  . Yahoo!ニュース.   [2023-01-10]. （原始内容存档于2023-01-10） （日语）.
24. ↑  『鉄道ファン』2010年2月号（交友社）p.26
25. ↑  『鉄道ファン』、交友社、2010年2月号、p.17
26. 1 2  山手線のヒミツ70、イカロスMOOK、p.38・39
27. ↑  『山手線のヒミツ70』（イカロスMOOK）p.32-33
28. 1 2  山手線のヒミツ70、イカロスMOOK、p.80・81
29. ↑  『山手線のヒミツ70』（イカロスMOOK）p52-53
30. ↑  『山手線のヒミツ70』（イカロスMOOK）p.90-91
31. ↑  『山手線のヒミツ70』（イカロスMOOK）p.34-35
32. ↑  『山手線のヒミツ70』（イカロスMOOK）p20-21
33. ↑  『山手線のヒミツ70』（イカロスMOOK）p.88-89
34. ↑  『山手線のヒミツ70』、イカロスMOOK、p.78・79
35. ↑  年に一度のノンストップ山手線に乗ってみた 大崎発･大崎行き団体貸切列車の正体とは？ （页面存档备份，存于） 2015年10月31日 東洋経済オンライン
36. ↑  『JTB時刻表』2013年12月号（JTBパブリッシング）特集9ページ、NCID AN10152126
37. ↑   (PDF) (新闻稿). 東日本旅客鉄道. 2019-11-19  [2020-03-15]. （原始内容存档 (PDF)于2020-12-24）.

#### JR東日本
1. ↑  「東京圏輸送管理システム（ATOS）の展開と更新」PDF『JR East Technical Review』No.36 Summer 2011、東日本旅客鉄道、p.64
2. 1 2  新型通勤電車（E235系）量産先行車新造についてPDF - 東日本旅客鉄道プレスリリース 2014年7月2日
3. ↑   (PDF) (新闻稿). 東日本旅客鉄道: 5. 2019-12-13  [2019-12-13]. （原始内容 (PDF)存档于2019-12-13） （日语）.

#### 新聞記事
1. 1 2 3 4 5 6
2. ↑  「山手線、朝も全座席使えます 混雑率がちょっぴり改善」、オリジナルの2010年2月22日のアーカイブ - 『朝日新聞』2010年2月17日
3. 1 2  . 朝日新聞. 2015-11-30  [2015-12-01]. （原始内容存档于2020-11-08）.
4. ↑  山手線の防犯カメラ車両、19日から運転 JR東が公開 （页面存档备份，存于）『日刊工業新聞』電子版（2018年5月17日）掲載の時事通信配信記事、2018年9月6日閲覧。
5. ↑  . 日本経済新聞. 2018-05-17  [2018-11-03]. （原始内容存档于2021-02-15）.
6. ↑  「山手線で自動運転実験／JR東が公開 発車ボタン押すだけ」 （页面存档备份，存于）『日本経済新聞』夕刊2019年1月7日（1面）2019年1月21日閲覧。
7. ↑  山手線ホームの案内 改良／JR東、11月から順次／列車到着まで「あと何分」表示 （页面存档备份，存于）『日経MJ』2019年10月28日（ライフスタイル面）2020年6月18日閲覧
8. ↑  . 共同通信. 2019-12-03  [2019-12-06]. （原始内容存档于2019-12-06）.

### 書籍
- 中村健治. . イカロス出版. 2005年6月. ISBN 978-4-87149-683-4.
- 日本国有鉄道. . 交通協力会. 1972-10-14.（復刻版：. 成山堂書店. 2005年10月. ISBN 978-4-425-30163-8.）
- . イカロスMOOK. 2009-11-10.
- 市川宏雄. . メディアファクトリー新書. 2012-08-31.

### 雜誌
- . 鉄道ファン (交友社). 2010-02-01, 50 (2): 9 – 65. JANコード 4910064590200.

## 外部連結
- 檢索結果（山手線車站）：JR東日本 （页面存档备份，存于）
- 東京感動線｜TOKYO MOVING ROUND （页面存档备份，存于）：JR東日本